# Blantire
Blantire (en inglés: Blantyre) es la segunda mayor ciudad de Malaui, con una población estimada de 728.285 habitantes (2012). Se ubica a orillas del río Shire, cerca de Zomba. Es el centro administrativo del distrito de Blantire y de la región meridional, y principal centro comercial e industrial, desde el que se canaliza el comercio y el transporte de las tierras altas del Shire. Es sede de un palacio presidencial, el palacio Sankija, y del Tribunal Superior de Apelación, cuenta con varias escuelas técnicas y con la Universidad de Malaui (1964). En la zona se cultiva fundamentalmente tabaco, maíz, trigo, café, y tung del que se extrae aceite. 

Blantire en un mapa de la cuenca del río Zambeze

Fundada en 1876 por misioneros escoceses, y bautizada con el nombre de la ciudad natal del explorador escocés David Livingstone, Blantire se convirtió en un municipio en 1895 y en 1956 se unió al de Limbe para formar el municipio de Blantire-Limbe. En 1966 adquirió la categoría de ciudad.